# 約斯蘇達索灣

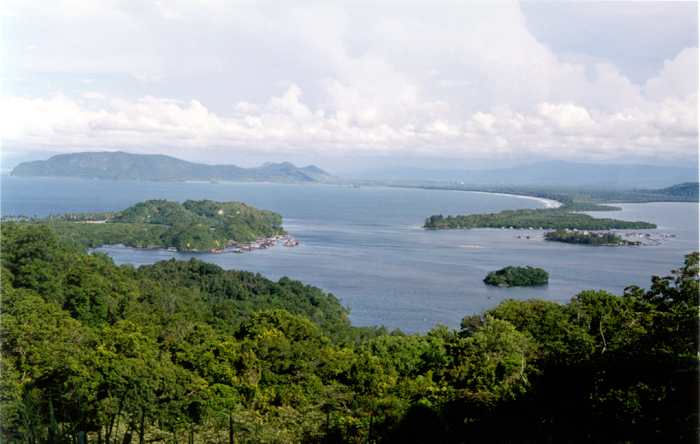
約斯蘇達索灣一景

約斯蘇達索灣是一個位於印度尼西亞東部新幾內亞島查雅普拉外海的海灣，該海灣也位於印度尼西亞與巴布亞新幾內亞之間。
約斯蘇達索灣原名洪堡湾（英语：Humboldt Bay），1827年由法国探险家儒勒·迪蒙·迪维尔以亚历山大·冯·洪堡之姓命名。1968年為紀念印度尼西亞民族英雄於特里科拉行动中身亡的海军中将約斯·蘇達索，更名為「約斯蘇達索灣」。

## 外部連結
- 第二次世界大戰 約斯蘇達索灣地圖

2°35′S 140°45′E / 2.583°S 140.750°E